# Taylorville, South Australia
Taylorville är en ort i Australien. Den ligger i kommunen Loxton Waikerie och delstaten South Australia, omkring 160 kilometer nordost om delstatshuvudstaden Adelaide.
Trakten runt Taylorville är nära nog obefolkad, med mindre än två invånare per kvadratkilometer.. Närmaste större samhälle är Waikerie, nära Taylorville. 
Omgivningarna runt Taylorville är i huvudsak ett öppet busklandskap. Genomsnittlig årsnederbörd är 304 millimeter. Den regnigaste månaden är februari, med i genomsnitt 66 mm nederbörd, och den torraste är oktober, med 7 mm nederbörd.